# هویکسکویلوکن
هویکسکویلوکن (به اسپانیایی: Chetumal) از شهرهای کشور مکزیک است که در ایالت استادو د مخیکو قرار دارد و جمعیت آن طبق سرشماری سال ۲۰۱۰ میلادی ۲۴۲٬۱۶۷ نفر بوده است.